# Alfonso Grosso
(Per al pintor del mateix nom, vegeu Alfonso Grosso Sánchez)

Alfonso Grosso Ramos va ser un escriptor espanyol nascut a Sevilla el 6 de gener de 1928 i mort l'11 d'abril de 1995 al poble sevillà de Valencina de la Concepción

## Biografia
Va ser professor mercantil i funcionari de l'Instituto Nacional de Previsión, però va ser traslladat forçosament a Barcelona per les seves opinions i la seva actitud de denúncia de caràcter polític. Va ser simpatitzant del Partit Comunista i fundador del Partit Socialista d'Andalusia. Va ser un escriptor adscrit al realisme social, destacant la seva novel·la La Zanja de l'any 1960; també cal destacar les seves obres Un cielo difícilmente azul (1961), Germinal y otros relatos (1962), El capirote (1963) i Testa de Copo (1963). 

El seu primer treball literari és de 1956 en col·laboració amb Elena Pavo, i es va titular Por el río abajo. La seva narrativa breu no s'adaptava a les revistes literàries sevillanes (més enfocades a la poesia) i a finals dels anys cinquanta s'acosta als cercles intel·lectuals madrilenys. A final dels anys seixanta i durant els setanta, la seva obra va evolucionar cap a un estil molt personal, més ric i elaborat. D'aquesta època són Inés Just Coming (1968), Guarnició de Silla (1970), que va obtenir premi de la Crítica, la seva novel·la autobiogràfica Florido mayo (1973) que seria guardonada amb el premi Alfaguara i amb La buena muerte (1976), i Los invitados (1980), va ser finalista del premi Planeta., aquesta última, també va ser adaptada al cinema l'any 1987 en una pel·lícula dirigida per Victor Alcázar i protagonitzada per Amparo Muñoz i Pablo Carbonell.

Va continuar escrivint durant la dècada dels vuitanta: El correo de Estambul (1980), Con flores a María (1981), a més de dues trilogies: A la izquierda del sol i Giralda. 

Va morir l'any 1995, diagnosticat d'Alzheimer després d'una llarga malaltia que el va dur a estar reclós en un hospital psiquiàtric i que li va impedir escriure durant els seus últims anys de vida.

## Moviments literaris
La trajectòria d'Alfonso Grosso com a escriptor s'ha vist influïda fonamentalment per dos importants moviments literaris: una primera etapa, després d'un breu període dedicat al relat curt, immers en el realisme social de l'anomenada “generació del mig segle” i l'etapa considerada més brillant en la seva carrera com a novel·lista en la qual es va veure influït per la narrativa hispanoamericana dels seixanta. Grosso és considerat com el veritable eix del qual en els anys setanta el món editorial va anomenar “nova narrativa andalusa”.

## Obres
- Testa de copo. Novel·la (1963)
- Germinal y otros relatos. Relats (1963)
- El capirote. Novel·la (1964)
- Inés Just coming. Novel·la (1968)
- Guarnición de silla. Novel·la (1970)
- Florido mayo. Novel·la (1973)
- La buena muerte. Novel·la (1976)
- Los invitados. Novel·la (1979)
- Duelo de Alejandría. Novel·la (1980)
- El correo de Estambul. Novel·la (1980)
- Con flores a María. Novel·la (1981)
- Giralda: Novela romántica. Novel·la (1982)
- Otoño indio: Los crímenes de la residencia Myflower. Novel·la (1983)
- Toque de Queda. Novel·la (1983)
- Giralda 2: Novela. Novel·la (1984) Giralda 3. Novel·la (1984)
- El crimen de las estanqueras. Novel·la (1985)
- El aborto de María. Novel·la (1985)
- A poniente desde el estrecho: Dos banderas. Relats. (1981)